# Динанат Шарма
Динанат Шарма (непальск. दीनानाथ शर्मा) — непальский революционер и политический деятель, руководитель радикальной фракции при расколе исторической Коммунистической партии Напала (Масал), член политбюро Объединённой коммунистической партии Непала (маоистской), один из маоистских командиров во время гражданской войны в стране. По образованию адвокат. Участвовал в мирных переговорах 2003 и 2006 годов.